# Ворона (мультфильм)
«Воро́на» — российский короткометражный мультфильм 1992 года производства студии «Союзмультфильм», создан по мотивам одноимённого стихотворения Владимира Орлова «Ворона». Второй из трёх сюжетов в 24-м выпуске мультипликационного альманаха «Весёлая карусель» в 1992 году.

## Сюжет
Мультфильм про ворону, которая всё время кричала что её ограбили.

## Съёмочная группа
| Кинорежиссёр         | Александр Давыдов                    |
| Художник-постановщик | Елизавета Жарова                     |
| Аниматор             | Андрей Смирнов                       |
| Ворону озвучивали:   | - Надежда Тарасова - Евгений Матвеев |